# Calligonum jeminaicum
Calligonum jeminaicum Z.M.Mao – gatunek rośliny z rodziny rdestowatych (Polygonaceae Juss.). Występuje naturalnie w Chinach – w regionie autonomicznym Sinciang. 

## Morfologia
PokrójZrzucający liście krzew dorastający do 0,5 m wysokości.
LiścieIch blaszka liściowa ma równowąski kształt. Mierzy 1–2 mm długości, o ostrym wierzchołku.
KwiatyPojedyncze lub zebrane po 2–3 w pęczki, rozwijają się w kątach pędów. Listki okwiatu mają eliptyczny kształt i barwę od białej do czerwonawej.
OwoceMają niemal kulisty kształt, osiągają 10–12 mm średnicy.

## Biologia i ekologia
Rośnie na pustyniach oraz wydmach. Występuje na wysokości około 900 m n.p.m. Kwitnie w czerwcu, natomiast owoce dojrzewają w lipcu.